# 로치

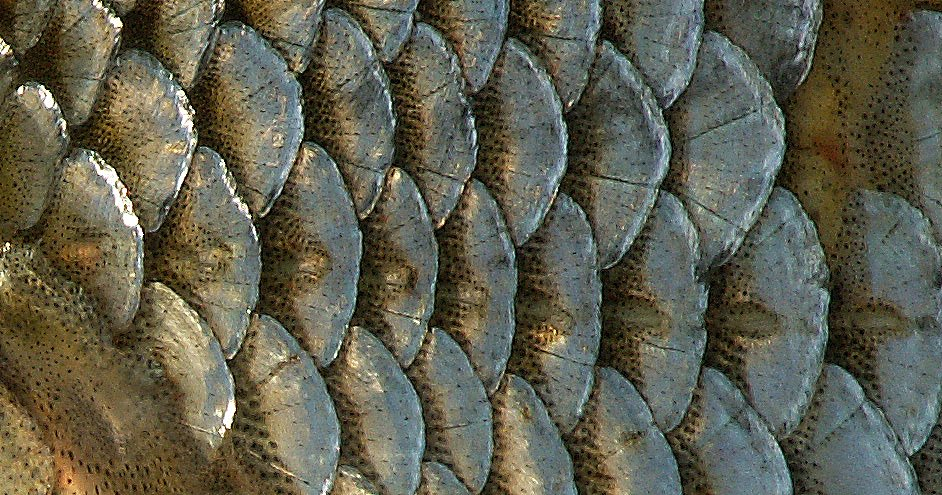
측선 부분 확대

로치(Roach)는 잉어과에 속하는 담수어로 학명은 Rutilus rutilus이다. 유라시아에 널리 분포하며 흐름이 완만하고 온도가 낮은 곳에 주로 서식한다. 특히 깊이 2~3m 정도로 수초가 우거진 곳에 많다. 붉은 눈과 짙은 회색의 지느러미가 특징이며, 길이 30cm 전후, 무게 2kg 전후까지 자란다.